# ネクストスター笠松
ネクストスター笠松（ネクストスターかさまつ）は岐阜県地方競馬組合が笠松競馬場ダート1400mで施行する地方競馬の重賞競走である。

## 概要
全日本的なダート競走の体系整備の一環として、2023年から2024年にかけて兵庫チャンピオンシップを頂点とする2・3歳ダート短距離路線の整備された。そこで各主催者・地区において2歳秋および3歳春において高額賞金の重賞級認定競走(通称:ネクストスター)が設定されたが、本競走はそのうち笠松において同地所属2歳馬を対象とする競走として2023年に新設された。
第1回から未来優駿シリーズの対象競走に指定されている。
1着賞金1000万円は2023年度の笠松競馬においてオグリキャップ記念の次ぎ、笠松グランプリと並んで2番目に高額である。

### 条件・賞金等（2024年）
出走条件
サラブレッド系2歳、笠松所属（中央所属時に出走経験を有する馬と重賞級認定競走勝ち馬は出走不可。地方他場からの転入馬は、笠松転入後出走経験が必要）
- 秋風ジュニアの2着以上の馬とチャレンジ（第11回笠松2日目施行）の2着以上の馬に優先出走権がある。

負担重量
別定。55kg、牝馬1kg減
賞金額
1着1000万円、2着400万円、3着250万円、4着150万円、5着100万円、着外手当10万円。
副賞
地方競馬全国協会理事長賞、（一社）日本地方競馬馬主振興協会会長賞、（一社）岐阜県馬主会会長賞、岐阜県地方競馬組合管理者賞、（一社）JBC協会賞。

### HITスタリオンシリーズ
2023年の第1回よりHITスタリオンシリーズに指定されている。対象種牡馬は以下の通り。
- 2023年 - ストラクター
- 2024年 - ステルヴィオ

## 歴代優勝馬
| 回数  | 施行日         | 距離  | 優勝馬             | 性齢 | 所属 | 勝時計 | 優勝騎手 | 管理調教師 | 馬主                 |
| ----- | -------------- | ----- | ------------------ | ---- | ---- | ------ | -------- | ---------- | -------------------- |
| 第1回 | 2023年10月12日 | 1400m | ワラシベチョウジャ | 牝2  | 笠松 | 1:30.9 | 渡邊竜也 | 笹野博司   | 杉浦和也             |
| 第2回 | 2024年10月24日 | 1400m | ブリスタイム       | 牡2  | 笠松 | 1:30.8 | 藤原幹生 | 笹野博司   | (株) YGGホースクラブ |

### 各回競走結果の出典
- ネクストスター笠松 歴代優勝馬 - 地方競馬全国協会
- JBISサーチ
  - 2023年、2024年